# Decetia
Decetia is een geslacht van vlinders van de familie Uraniavlinders (Uraniidae), uit de onderfamilie Auzeinae.

## Soorten
- D. accipiteraria Walker, 1862
- D. arenosa Butler, 1880
- D. argentilinearia Leech, 1897
- D. bilineata Hampson, 1895
- D. capetusaria Walker, 1860
- D. chalybeata Walker, 1866
- D. dichromata Walker, 1866
- D. hypopyrata Snellen, 1895
- D. lilacinaria Leech, 1897
- D. lunuliferata Walker, 1862
- D. minimaria Walker, 1861
- D. moestaria Walker, 1866
- D. numicusaria Walker, 1860
- D. numicusarioides Holloway, 1998
- D. pallida Moore, 1888
- D. pallidaria Pagenstecher, 1888
- D. perdensata Walker, 1862
- D. posticata Walker, 1866
- D. subobscurata Walker, 1862
- D. tinctaria Walker, 1862
- D. torridaria Moore, 1867
- D. uniformis Warren, 1905
- D. unilineata Walker, 1866
- D. violacearia Leech, 1897